# Margot Wallström
Margot Wallström (Skellefteå, 28 de setembro de 1954) é uma política sueca, do Partido Social-Democrata.

Foi vice-primeira-ministra da Suécia e ministra dos Negócios Estrangeiros no Governo Löfven II, em 2014-2019.
Foi Deputada do Parlamento da Suécia em 1979-1985 pelo Condado de Värmland, Ministra Adjunta do Interior em 1988-1991, Ministra da Cultura em 1994-1996, Ministra dos Assuntos Sociais em 1996-1998, Comissária europeia do ambiente em 1999-2004, Vice-presidente da Comissão Europeia em 2004-2010.